# Estação Porte d'Ivry
Porte d'Ivry é uma estação da linha 7 do Metrô de Paris, localizada no 13.º arrondissement de Paris.

## História

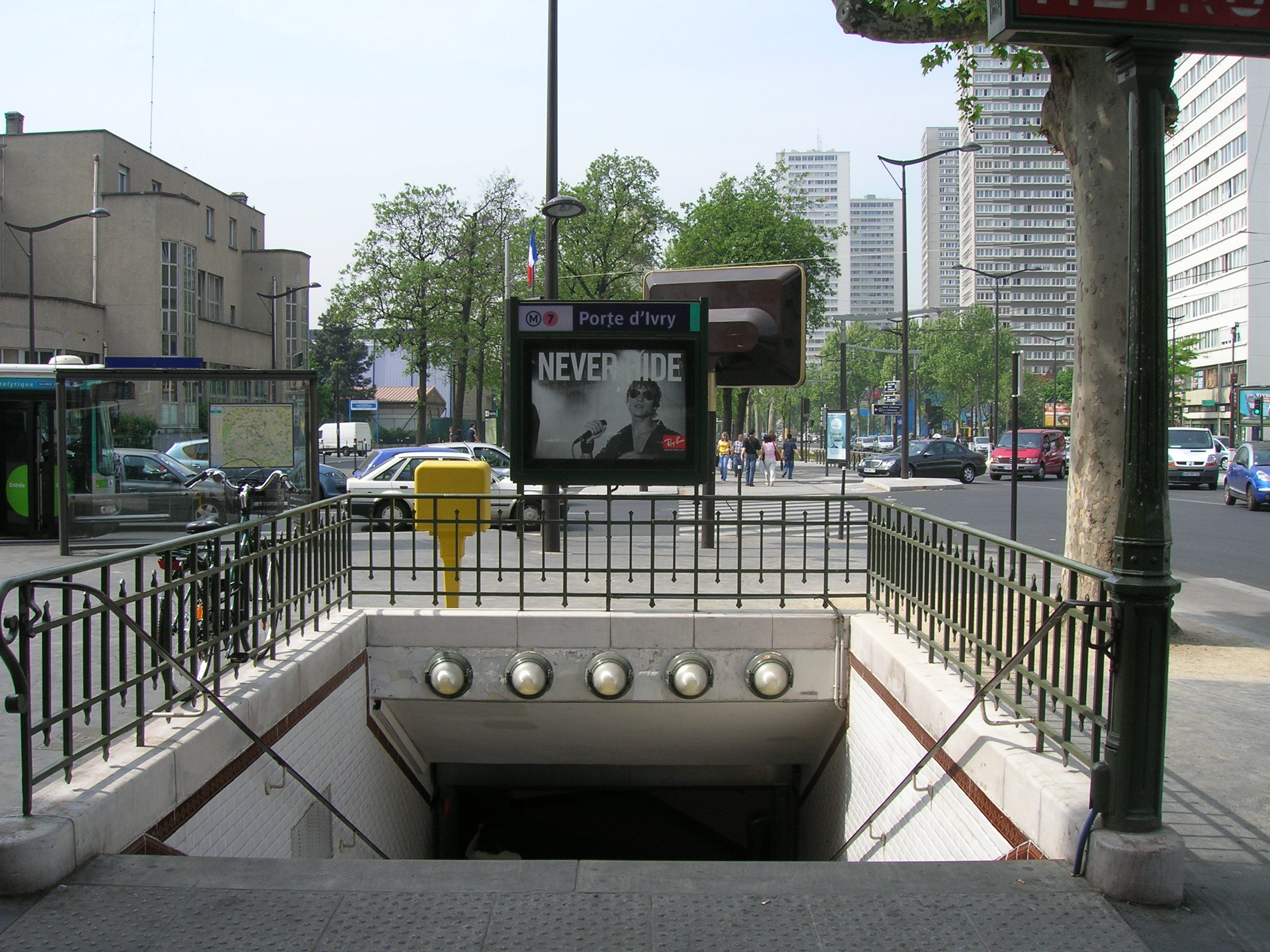
Acesso n°1 da estação.

A estação de metrô foi aberta em 26 de abril de 1931. Ela está situada na porte d'Ivry na avenue de la Porte-d'Ivry; a estação de tramway está no eixo do boulevard Masséna.
Ela constituiu o terminal sul da linha 7 até 1 de maio de 1946, data da inauguração da extensão para Mairie d'Ivry.
A estação tem quatro acessos compreendendo três escadas fixas em frente aos números 50 e 53 da avenue de la Porte-d'Ivry e antes do n° 1 da avenue d'Ivry bem como uma escada rolante na saída direta depois da plataforma em direção a Mairie d'Ivry dando face ao n° 72 do boulevard Masséna.
Em 2011, 1 903 789 passageiros entraram nesta estação. Ela viu entrar 1 868 796 passageiros em 2013, o que a coloca na 256ª posição das estações de metrô por sua frequência em 302.

## Serviços aos Passageiros

### Acessos
A estação tem quatro acessos:
- Acesso 1: situado no ângulo do boulevard des Maréchaux e da avenue d'Ivry;
- Acesso 2: situado no ângulo do boulevard Masséna e da avenue de la Porte-d'Ivry lado par;
- Acesso 3: situado no ângulo do boulevard Masséna e da avenue de la Porte-d'Ivry lado ímpar;
- Acesso 4: situado na avenue de la Porte-d'Ivry.

### Plataformas
Porte d'Ivry é uma estação de configuração especial: ele tem duas plataformas laterais e três faixas: plataformas em direção a Mairie d'Ivry está do seu lado, em direção a La Courneuve é central e, portanto, enquadrada por duas vias. A abóbada é elíptica, e a decoração é de estilo usada para a maioria das estações de metrô: telhas de cerâmica brancas biseladas recobrem as pés-direitos e a abóbada. Os quadros publicitários são em faiança da cor de mel e o nome da estação é também em faiança no estilo da CMP de origem. Por outro lado, a faixa de iluminação é uma cabeça-de-tubo. Ele é um de apenas três estações em um com uma faixa com a decoração CMP (em empresa de Porte de Vanves e Porte des Lilas 3 bis). Os assentos são do estilo "Motte" de cor vermelha. A estação também é distinta da menor parte de sua parede lateral, que é vertical e não elíptica.

### Intermodalidade
A estação é servida pelas linhas 27 e 83 da rede de ônibus RATP e, à noite, pela linha N31 da rede Noctilien. Ela está também em correspondência com a linha T3 do tramway a partir de 16 de dezembro de 2006, renomeado "T3a" em 15 de dezembro de 2012, durante a sua extensão para a porte de Vincennes.

## Pontos turísticos
- A Porte d'Ivry é uma porta de entrada do Bairro asiático de Paris, no 13.º arrondissement.
- Halle Georges-Carpentier